# Levkuška
Levkuška és un poble i municipi d'Eslovàquia que es troba a la regió de Banská Bystrica.

## Història
La primera menció escrita de la vila es remunta al 1294.

## Demografia
| Godina             | 1994 | 2004   | 2014   | 2024   |
| ------------------ | ---- | ------ | ------ | ------ |
| Nombre de persones | 252  | 229    | 236    | 252    |
| Diferència         |      | −9,12% | +3,05% | +6,77% |

| Godina             | 2023 | 2024   |
| ------------------ | ---- | ------ |
| Nombre de persones | 245  | 252    |
| Diferència         |      | +2,85% |